# Erythmelus
Erythmelus är ett släkte av steklar som beskrevs av Enock 1909. Erythmelus ingår i familjen dvärgsteklar.

## Dottertaxa tillErythmelus, i alfabetisk ordning[1][2]
- Erythmelus agilis
- Erythmelus amperei
- Erythmelus angelovi
- Erythmelus angustatus
- Erythmelus brachialis
- Erythmelus cinctus
- Erythmelus cingulatus
- Erythmelus clavatus
- Erythmelus dentatus
- Erythmelus empoascae
- Erythmelus flandersi
- Erythmelus flavovarius
- Erythmelus funiculi
- Erythmelus gracilipes
- Erythmelus gracilis
- Erythmelus harveyi
- Erythmelus helopeltidis
- Erythmelus hirtipennis
- Erythmelus io
- Erythmelus israelensis
- Erythmelus kantii
- Erythmelus kostjukovi
- Erythmelus laplacei
- Erythmelus longicornis
- Erythmelus lygivorus
- Erythmelus mazzinini
- Erythmelus miridiphagus
- Erythmelus mirus
- Erythmelus nanus
- Erythmelus noeli
- Erythmelus painei
- Erythmelus panis
- Erythmelus pastoralis
- Erythmelus pauciciliatus
- Erythmelus picinus
- Erythmelus psallidis
- Erythmelus quadrimaculatus
- Erythmelus rex
- Erythmelus rosascostai
- Erythmelus schilleri
- Erythmelus spinozai
- Erythmelus superbus
- Erythmelus teleonemiae
- Erythmelus tingitiphagus
- Erythmelus tintoreti
- Erythmelus wallacei
- Erythmelus verticillatus